# Máximo Banguera
Máximo Orlando Banguera Valdivieso (Guayaquil, 1985. december 16. –), ismert nevén Máximo Banguera, ecuadori labdarúgó, a Barcelona SC kapusa.